# Municipio de Lawrence (condado de Osborne)
El municipio de Lawrence (en inglés: Lawrence Township) es un municipio ubicado en el condado de Osborne en el estado estadounidense de Kansas. En el año 2010 tenía una población de 30 habitantes y una densidad poblacional de 0,33 personas por km².

## Geografía
El municipio de Lawrence se encuentra ubicado en las coordenadas 39°31′57″N 98°45′54″O / 39.53250, -98.76500. Según la Oficina del Censo de los Estados Unidos, el municipio tiene una superficie total de 89.91 km², de la cual 89,57 km² corresponden a tierra firme y (0,37 %) 0,34 km² es agua.

## Demografía
Según el censo de 2010, había 30 personas residiendo en el municipio de Lawrence. La densidad de población era de 0,33 hab./km². De los 30 habitantes, el municipio de Lawrence estaba compuesto por el 96,67 % blancos y el 3,33 % eran de una mezcla de razas. Del total de la población el 0 % eran hispanos o latinos de cualquier raza.